# ГЕС Севен-Сістерс-Фолс
ГЕС Севен-Сістерс-Фолс (англ. Seven Sisters Generating Station) – гідроелектростанція у канадській провінції Манітоба. Знаходячись між ГЕС Слейв-Фолс  (вище по течії) та ГЕС Мак-Артур-Фолс, входить до складу  каскаду на річці Вінніпег, яка є однією з основних приток однойменного озера (річкою Нельсон дренується до Гудзонової затоки).
В районі станції річку перекрили бетонною греблею, ліва частина якої складається з 27 водопропускних шлюзів загальною довжиною 225 метрів, а права інтегрована з машинним залом довжиною 128 метрів. Крім того, по обох берегах вверх по течії тягнуться кам’яно-накидні дамби із глиняним ядром довжиною 5,6 км на правому та 7,2 км на лівому березі. Разом ці споруди утримують витягнуте по долині річки на 24 км водосховище Наталі-Лейк з площею поверхні 21 км2.
Основне обладнання станції становлять шість турбін, котрі на момент введення в експлуатацію мали потужність по 25 МВт. При цьому станом на другу половину 2010-х загальна потужність ГЕС рахується вже як 165 МВт. Використовуючи напір у 18,6 метра, гідроагрегати забезпечують виробництво 990 млн кВт-год електроенергії на рік.
Видача продукції відбувається по ЛЕП, що працюють під напругою 115 кВ.
Управління роботою станції здійснюється дистанційно зі ще однієї ГЕС каскаду – Грейт-Фолс.